# Luftfart
Luftfart henfører til aktiviteterne vedrørende flyvning og luftfartsindustrien.
Luftfartøjer omfatter:
- luftballoner[1][2]og Zeppelinere
- ornitoptere – baskende vinger
- flyvemaskiner – fastvingede
- helikoptere[3] – roterende vinger
- gyroplaner - også kendt som autogyroer, roterende vinger, men kan ikke stå stille i luften

Luftfart kan inddeles i:
- kommerciel luftfart der foretages af flyselskaber.
- generel luftfart
- militær luftfart